# Мельник, Пётр Яковлевич
Пётр Яковлевич Мельник (1946—1999) — бывший народный депутат Украины II созыва.

## Биография
Родился 12.06.1946 (село Загнитков, Кодымский район, Одесская область) в крестьянской семье; украинец; женат; имеет троих детей.
Образование: Ладыжинский техникум механизации и электрификации сельского хозяйства (1960—1965), техник-механик; Одесский сельскохозяйственный институт (1974—1978), ученый-агроном.
Народный депутат Украины с апреля 1994 (2-й тур) до апреля 1998, Котовский избирательный округ № 306, Одесская область, выдвинут КПУ. Член Комитета по вопросам базовых отраслей и социально-экономического развития регионов, председатель подкомиссии Комиссии по вопросам АПК, земельных ресурсов и социального развития села. Член депутатской фракции СПУ и СелПУ. На время выборов: председатель колхоза имени Ильича Кодымского района.
- 1965 — механик при Кодымской сельхозтехнике.
- 1965—1968 — служба в армии.
- С 1968 — тракторист, помощник бригадира тракторной бригады, механик, 1972—1975 — бригадир тракторной бригады, с 1975 — руководитель отделения колхоза имени Ленина Кодымского района.
- Март 1977 — март 1984 — председатель правления колхоза имени Карла Маркса Кодымского района.
- С марта 1984 — председатель правления колхоза имени Ильича Кодымского района.

Заслуженный работник сельского хозяйства Украины (с
ноября 1997).
Умер 16 октября 1999.